# Dory (barca)

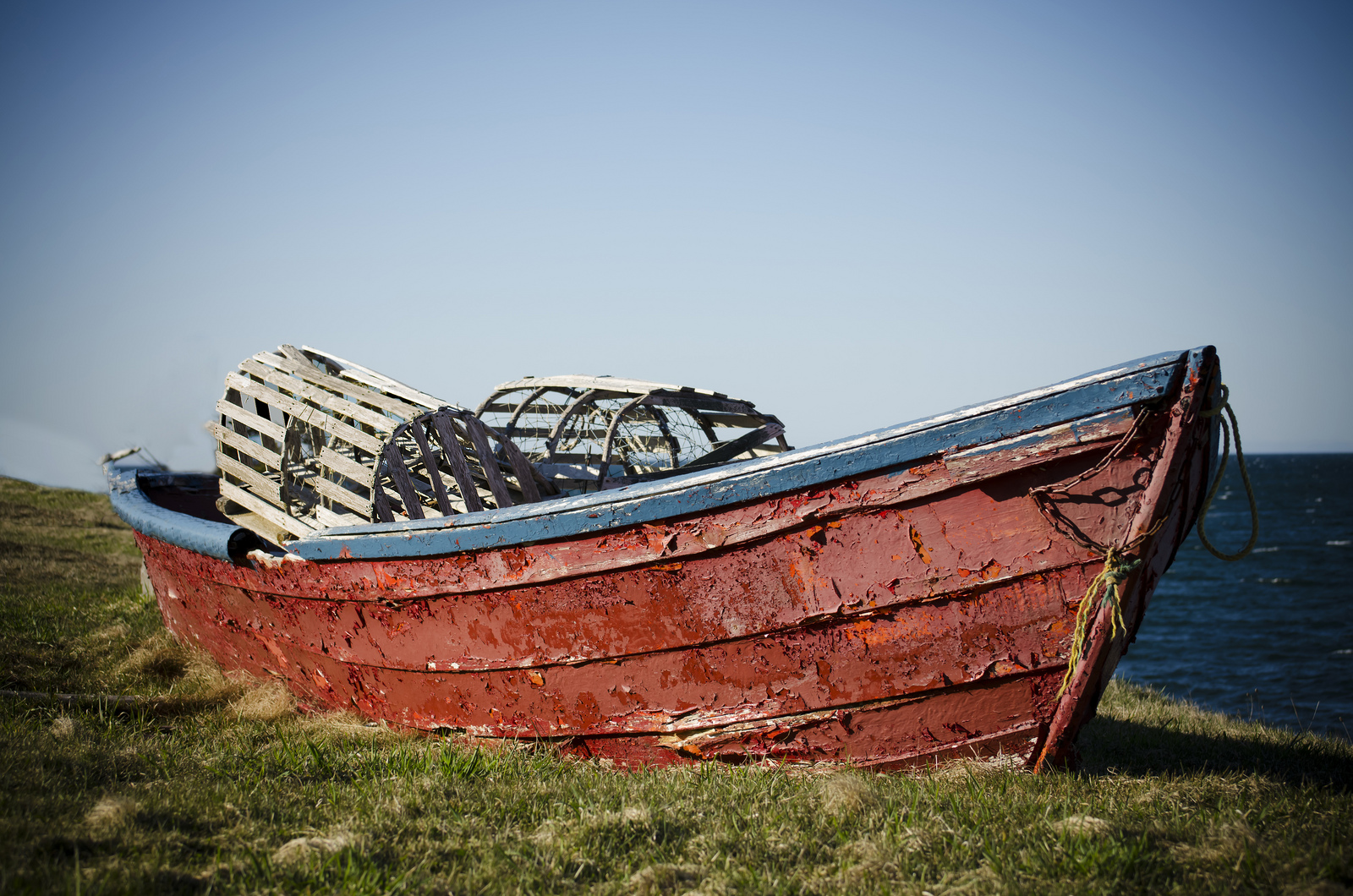
Antic dory de pesca

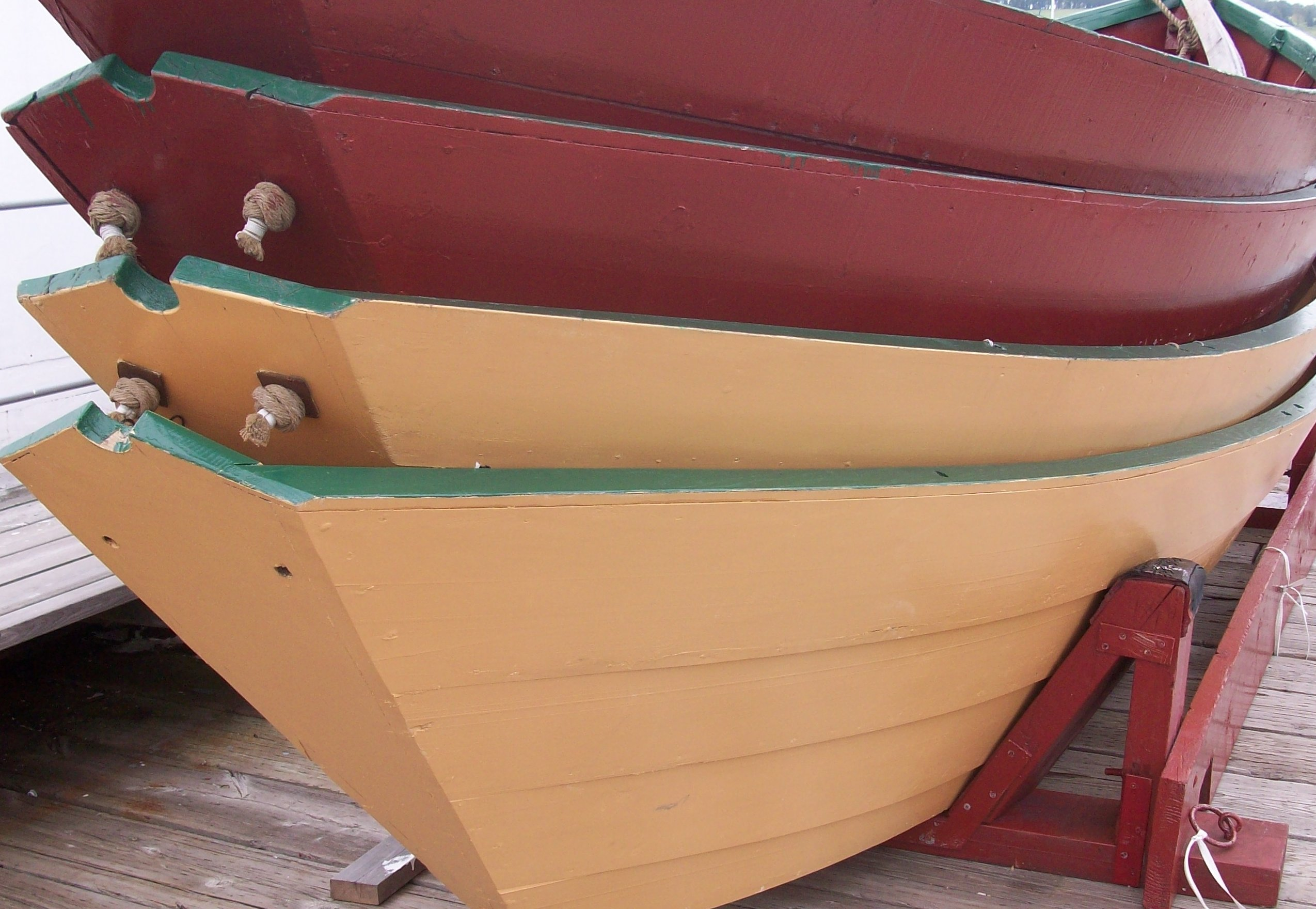
Dorys apilats a Lunenburg al Canadà.

Un dory és una barca petita, d'uns 5-7 metres de llarg (16-23 peus). Habitualment és de fons pla, cala poc i pesa poc. La construcció és senzilla, amb un buc de cantell viu (amb els costats formant una unió cantelluda amb el fons) i línies simples.
Durant segles, els dorys servien per a pescar, en aigües costaneres i en alta mar.

## Història

### Antecedents
Els precursors dels dorys no es coneixen amb precisió. A Europa i en altres parts del món hi havia barquetes petites de fons pla per tot arreu (Itàlia, Escandinàvia, Mediterrani…). Les tècniques constructives eren variades: des d'un tronc buidat (com esmentava Vegeci) fins a barquetes amb bucs a base de llates (tinglades o per testa). Un exemple de barca catalana de fons pla era la pastera, esmentada per Eiximenis.

### Orígens
L'origen dels dorys pròpiament dits se situa a les costes properes a Terranova i Nova Anglaterra. Un estudiós del tema, Howard Chapelle, afirmava que: «…alguna mena de dorys s'empraven a les costes de Massachusetts des de 1726 pel cap baix…». Està documentat l'ús de barquetes de fons pla d'origen francès per a navegar pel riu Sant Llorenç des de 1671. Aquestes barquetes franceses, de construcció senzilla, podien haver inspirat els primers dorys. En aquella època les barques costaneres de les colònies angleses eren de la mena de les anomenades wherry (segons indiquen alguns autors). Els dorys podrien ser el resultat, més o menys lògic, de la integració dels wherrys i de les barquetes franceses de fons pla.

## Descripció
Segons John Gardner, un expert en dorys, el que caracteritza un dory és la construcció basada en llistons de fusta longitudinals per al fons i els costats. La forma del buc pot ser variable.
Concretant una mica, un dory podria ser definit com una barca petita amb les característiques següents:
- un fons pla en el sentit transversal format per llates longitudinals (però una mica corbat en sentit longitudinal, amb la proa i la popa alçades sobre la horitzontal)
- uns costats alts, formats per llates corbades de manera natural (sense intervenció del vapor), forçant-les a la posició desitjada
- les llates dels costats tenen les testes de proa i popa “amagades” sobre la roda de proa i el “codast”. Aquesta ocultació es fa tallant les testes al biaix i presentant el biaix a la roda i el codast.
- amb molt poques excepcions, la popa està formada per un espill molt estret.

### Qualitats marineres
Els costats molt alts i oberts en angle, i la proa i popa alçades fan que els dorys siguin molt adequats per a les tasques tradicionals de pesca en zones amb ones altes. L'estabilitat inicial és molt petita: un dory escora amb molta facilitat. Però, a mesura que augmenta l'escora, la flotabilitat del costat enfonsat augmenta ràpidament i mostra una estabilitat final molt gran.
La proa i popa afilades proporcionen un bon comportament en contra i a favor de les onades trencants.
- Remar contra el vent és cansat. Els costats alts provoquen una superfície exposada molt alta.